# يانوس جيوركا
يانوس جيوركا (بالمجرية: Gyurka János)‏ (من مواليد 18 مارس 1962) هو لاعب ومدرب كرة قدم سابق مجري. شارك في دورة الألعاب الأولمبية الصيفية لعام 1988، حيث احتل منتخب المجر لكرة اليد المركز الرابع.  وكان صاحب الميدالية الفضية في بطولة العالم لكرة اليد للرجال عام 1986 .

## روابط خارجية
- يانوس جيوركا على موقع أوليمبيديا (الإنجليزية)